# Boz
Pour les articles homonymes, voir Boz.
Boz (prononcé /boz/) est une commune française, située dans le département de l'Ain en région Auvergne-Rhône-Alpes. Elle fait partie de l'aire urbaine de Mâcon.
Ses habitants s'appellent les Burhins et les Burhines.

## Géographie

### Localisation
Boz fait partie de la Bresse, plus particulièrement la Bresse savoyarde, et fait aussi partie du Val de Saône. Commune française du département de l'Ain, à 39 km au nord-ouest de Bourg-en-Bresse à 17 km au nord-nord-est de Mâcon, elle s'étend sur 761 hectares, appartient à l'arrondissement de Bourg-en-Bresse et au canton de Replonges.
Le village est entouré de boisements (chênes, acacias), de cultures essentiellement maraîchères et d'une lande tourbeuse (la tourbière), celle des Oignons.

### Communes limitrophes
| Saint-Albain (Saône-et-Loire) | Reyssouze                | Gorrevod |
| La Salle (Saône-et-Loire)     | Boz                      |          |
| Senozan (Saône-et-Loire)      | Asnières-sur-Saône, Ozan | Chevroux |

### Hydrographie

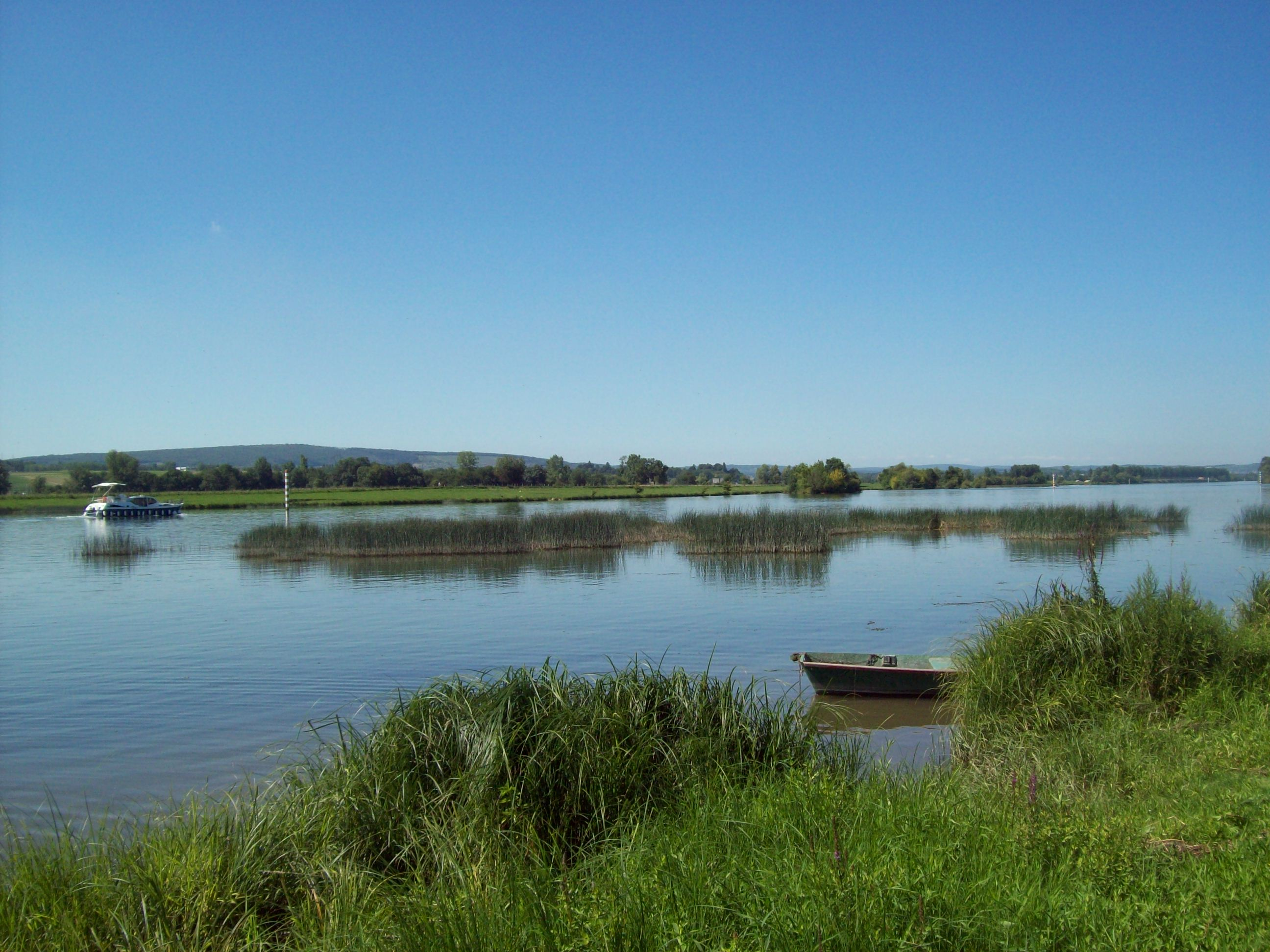
La Saône vue depuis le lieu-dit Port Celet.

La commune est traversée à l'ouest par la Saône. Rivière se jetant dans le Rhône à Lyon, ce cours d'eau vient du nord par la commune voisine de Reyssouze et celle de Saint-Albain, cette dernière étant séparée par Boz par le cours d'eau. La Saône sépare aussi la commune de celles de La Salle et Senozan, autres communes du département de Saône-et-Loire. Les effets de ses crues peuvent se faire ressentir puisqu'environ une tiers de la superficie est situé en zone inondable. Mis à part une mineure part des logements, les habitations sont épargnées par ces risques étant donné qu'elles ont été construites en dehors des zones dont l'aléa est fort ou modéré.
Un affluent de la rivière précédemment citée, le bief de la Jutane est un cours d'eau d'une longueur de 8,5 km qui prend sa source à Chevroux. Pénétrant le territoire communal par le sud-est, la Jutane reste à la frontière que Boz partage avec Ozan qui celle qu'elle partage avec Asnières-sur-Saône. Le confluent du cours d'eau et de la Saône se trouve au Port Celet. Ce dernier possède lui aussi un affluent se nommant le bief de Nieuse dont la source se trouve à Reyssouze. Traversant la plaine inondable de la Saône du nord au sud, il se jette dans la Jutane près du Pré de la Cure.
Enfin, il existe près l'Étang des Frettes des deux confluents précédemment cités. Cette retenue d’eau sur la Jutane servait autrefois au rouissage du chanvre. Le rouissage consistait à faire macérer le chanvre dans l’eau pendant plusieurs jours pour faciliter la séparation de l'écorce filamenteuse d'avec la tige, qui servait à fabriquer de la corde.

### Climat
Pour des articles plus généraux, voir Climat d'Auvergne-Rhône-Alpes et Climat de l'Ain.
En 2010, le climat de la commune est de type climat océanique dégradé des plaines du Centre et du Nord, selon une étude du CNRS s'appuyant sur une série de données couvrant la période 1971-2000. En 2020, Météo-France publie une typologie des climats de la France métropolitaine dans laquelle la commune est exposée à un climat semi-continental et est dans la région climatique Bourgogne, vallée de la Saône, caractérisée par un bon ensoleillement (1 900 h/an), un été chaud (18,5 °C), un air sec au printemps et en été et des vents faibles.
Pour la période 1971-2000, la température annuelle moyenne est de 11,5 °C, avec une amplitude thermique annuelle de 17,9 °C. Le cumul annuel moyen de précipitations est de 894 mm, avec 10,6 jours de précipitations en janvier et 7,3 jours en juillet. Pour la période 1991-2020, la température moyenne annuelle observée sur la station météorologique de Météo-France la plus proche, « Mâcon », sur la commune de Charnay-lès-Mâcon à 14 km à vol d'oiseau, est de 12,3 °C et le cumul annuel moyen de précipitations est de 833,7 mm,. Pour l'avenir, les paramètres climatiques de la commune estimés pour 2050 selon différents scénarios d'émission de gaz à effet de serre sont consultables sur un site dédié publié par Météo-France en novembre 2022.

### Voies de communication et transports

Axes de communication.

#### Axes routiers
La route départementale 933 est l'axe le plus important de Boz qui le traverse du sud au nord. En prenant cette voie par le nord, les automobilistes peuvent rejoindre Pont-de-Vaux tandis qu'en se dirigeant au sud, ils peuvent aller vers Ozan, Manziat, Feillens et Replonges. Au niveau départemental, cette route relie Sermoyer au nord à Massieux au sud. Avant 1972, cette voie faisait partie de la route nationale 433 qui reliait Saint-Germain-du-Plain à Lyon mais cette dernière a été déclassée en trois voies en fonction des trois départements qu'elle traversait.
La seconde voie traversant le centre est la route départementale 1c qui l'artère principal du bourg du village. Faisant la liaison entre le route D 993 près du cimetière communal et la route D 933a près du canal de Pont-de-Vaux, la voie permet de traverser Boz ainsi que Reyssouze.
Tout à l'est, à la limite avec Chevroux, le route départementale 58 est une voie reliant Pont-de-Vaux à Bâgé-le-Châtel.
Aucune autoroute ne traverse Boz mais trois se trouvent à proximité. De l'autre côté de la Saône, l'autoroute A6 est un des axes routiers les plus importants de France étant donné qu'il relie Paris à Lyon, ville où la voie devient l'autoroute A7 jusqu'à Marseille. L'autoroute A40 (Mâcon - Genève), portion de la Route Centre-Europe Atlantique Bordeaux/Nantes - Annemasse, passe au sud de la commune à Feillens où se trouve une gare de péage pour rejoindre Mâcon gratuitement et Paris ainsi que Bourg-en-Bresse et Genève. Enfin, l'autoroute A406 relie les deux autoroutes précédemment citées et forme le contournement sud de Mâcon.

#### Voies ferroviaires

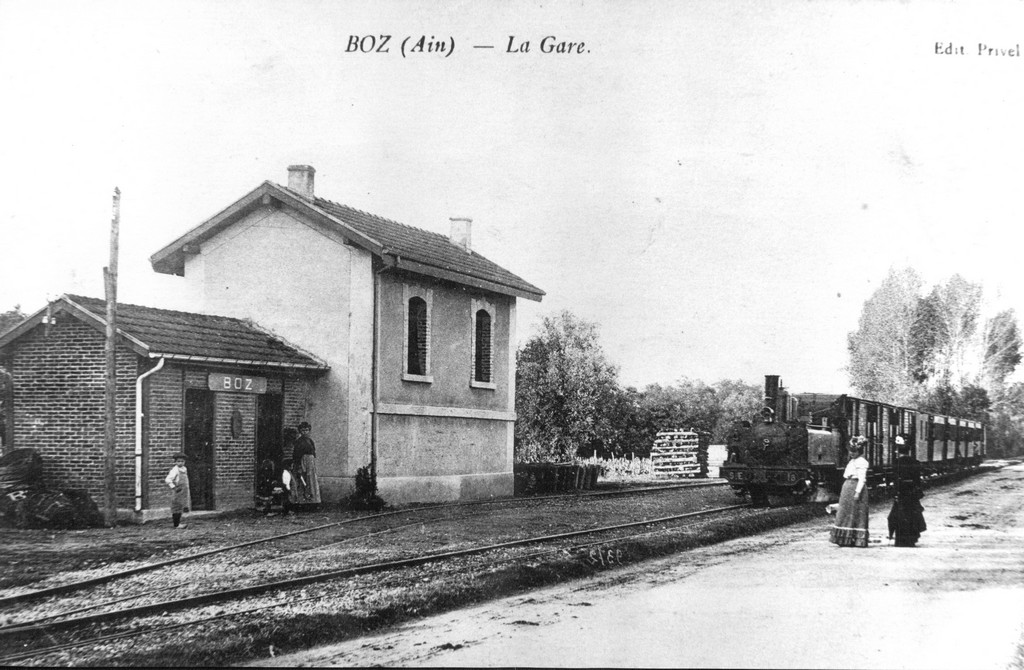
Ancienne gare du village.

La ligne de Trévoux à Saint-Trivier-de-Courtes, gérée par la Compagnie des Tramways de l'Ain empruntait l'actuelle D 933. La gare fut desservie de 1899 jusqu'en 1937, date à laquelle la ligne fut fermée. Plus aucune trace physique de ce moyen de transport ne subsiste sur le territoire, la gare étant détruite. La route entre l'église et le cimetière nommée route de la Gare reste le seul témoin de ce passé ferroviaire.
Aujourd'hui, aucune voie ferrée ne traverse la commune mais quelques-unes sont situées à proximité mais la ligne traditionnelle Paris - Marseille via Dijon passe de l'autre côté de la Saône et notamment à Mâcon. La gare de Mâcon-Ville est desservie par des TER Dijon - Mâcon - Lyon et quelques TGV reliant le Nord-Est de la France à la Méditerranée.

#### Transport fluvial
La Saône est navigable à grand gabarit européen depuis Verdun-sur-le-Doubs jusqu'à Lyon. Elle constitue un axe de transport fluvial important entre l'Est et la Méditerranée et est appréciée pour le tourisme fluvial. Mâcon possède trois ports fluviaux : le port de plaisance, un autre près du quai des Marans et l'Aproport, l'un des ports fluviaux les plus importants de France.

#### Transports en commun
La commune est reliée au réseau départemental des bus car.ain.fr par l'intermédiaire de la ligne 155. Les bus font des allers-retours entre Pont-de-Vaux et Mâcon et desservent l'arrêt Mairie qui est le seul du village.

## Urbanisme

### Typologie
Au 1er janvier 2024, Boz est catégorisée commune rurale à habitat dispersé, selon la nouvelle grille communale de densité à 7 niveaux définie par l'Insee en 2022.
Elle est située hors unité urbaine. Par ailleurs la commune fait partie de l'aire d'attraction de Mâcon, dont elle est une commune de la couronne,. Cette aire, qui regroupe 105 communes, est catégorisée dans les aires de 50 000 à moins de 200 000 habitants,.

### Occupation des sols
L'occupation des sols de la commune, telle qu'elle ressort de la base de données européenne d’occupation biophysique des sols Corine Land Cover (CLC), est marquée par l'importance des territoires agricoles (71,4 % en 2018), en diminution par rapport à 1990 (73,2 %). La répartition détaillée en 2018 est la suivante : 
prairies (39,5 %), zones agricoles hétérogènes (31,9 %), forêts (16,2 %), zones urbanisées (7,8 %), eaux continentales (4,6 %).
L'évolution de l’occupation des sols de la commune et de ses infrastructures peut être observée sur les différentes représentations cartographiques du territoire : la carte de Cassini (XVIIIe siècle), la carte d'état-major (1820-1866) et les cartes ou photos aériennes de l'IGN pour la période actuelle (1950 à aujourd'hui).

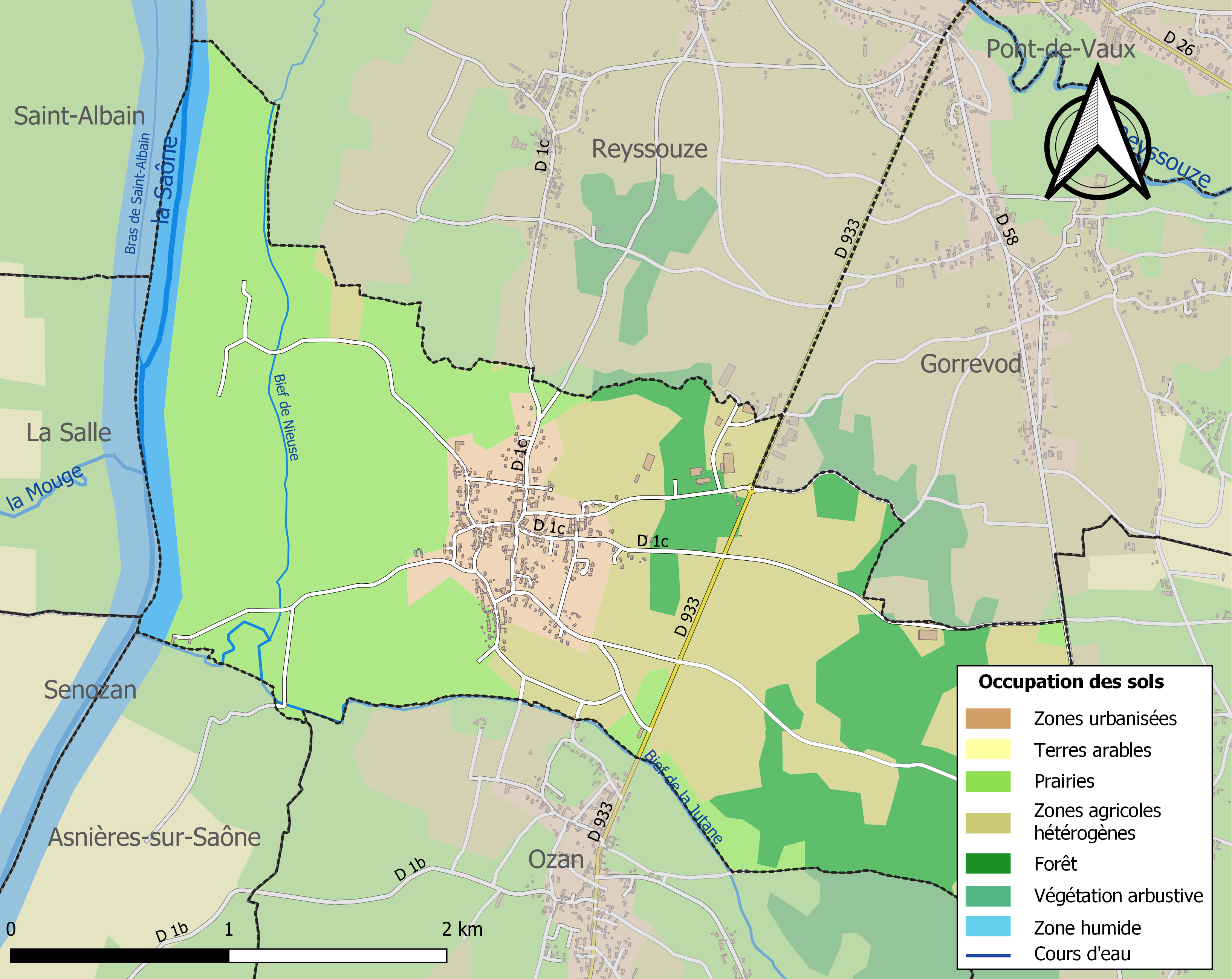
Carte des infrastructures et de l'occupation des sols de la commune en 2018 (CLC).

## Toponymie

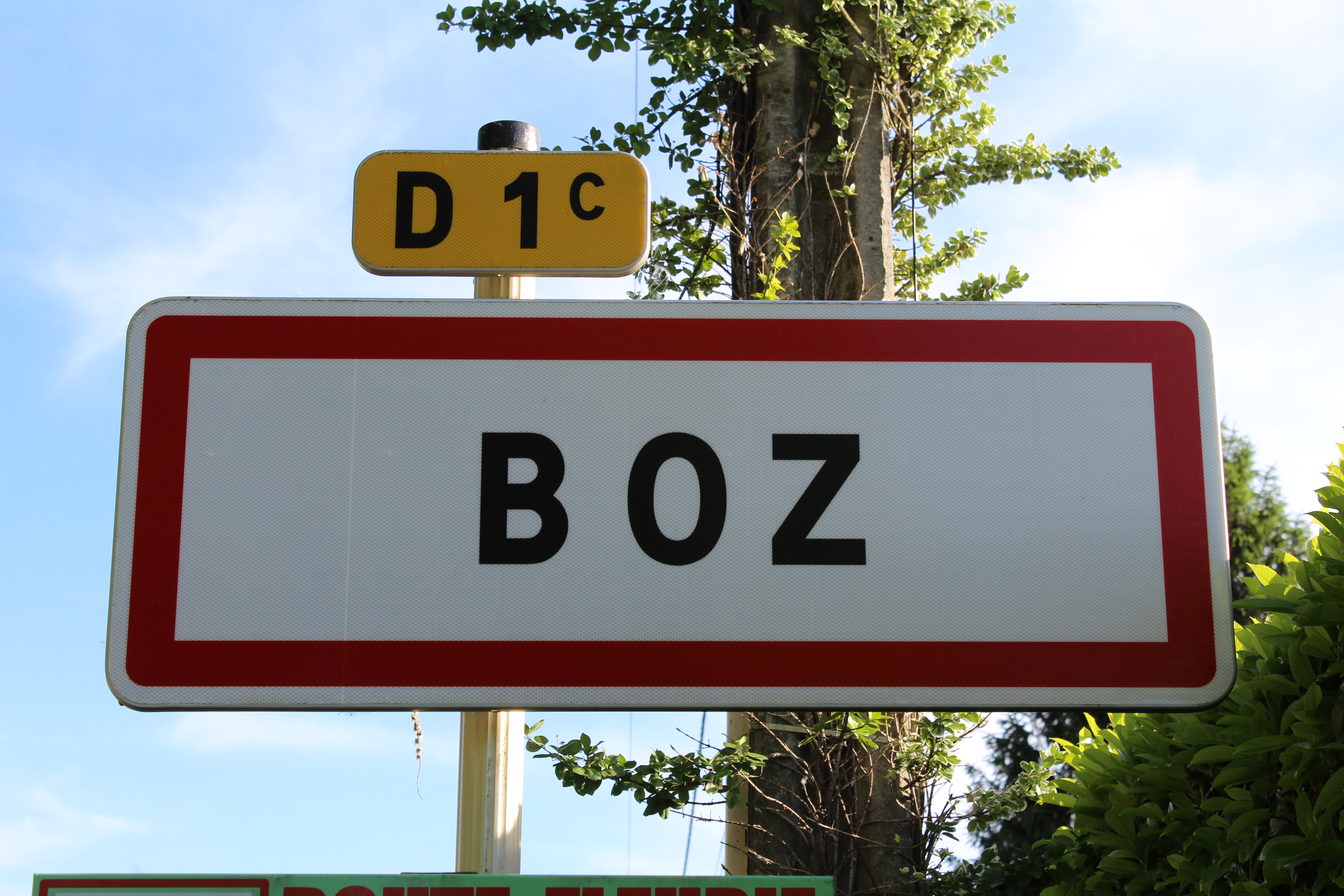
Panneau d'entrée.

Les sources vaticanes nous font découvrir les origines de Boz dans les archives du Prieuré de Saint Anségine, saint certainement originaire de Lyon ou la région lyonnaise. Les moines du prieuré déplorent la perte de trois ânes ayant disparu sur les rives de la Saône comme l'atteste cette phrase : « Tres asini nostri ad ripas Souconnae fluvii, qui Burranicum vocant, prope Matisconense oppidum evanuerunt. » ; nous étions au IXe siècle vers l'an 845.
Le toponyme Boz dérive du mot latin « Burranicum » définissant un type de vase ou une zone aux sols meubles, peut-être des sables mouvants dans des zones marécageuses maintenant disparues.

## Histoire
Au Port Celet, les archéologues ont trouvé, dans le sol, des silex et des ossements datant de l’âge du bronze. À l’époque gallo-romaine, ce site fut sans doute très fréquenté et les habitations nombreuses : on a retrouvé dans les berges des poteries romaines, des médailles et une petite tête de bronze. Il s’agit également d’un ancien passage à gué. La voie romaine aboutissait à Port Celet.
Le village est mentionné dès le XIe siècle.
En 1601, après la fin de la guerre franco-savoyarde qui se termine par le traité de Lyon, Boz devient française avec l'acquisition par la France de la Bresse, du Bugey, du Valromey et du pays de Gex. Elle est par la suite intégrée à la province bourguignonne.

## Politique et administration

### Rattachements administratifs et électoraux
Lors de la création des départements par la Révolution française, elle est intégrée au département de l'Ain et au district de Pont-de-Vaux. En 1800, après la suppression des districts, elle intègre l'arrondissement de Bourg-en-Bresse et reste dans le canton de Pont-de-Vaux.
Jusqu'en 2012, elle faisait partie de la quatrième circonscription de l'Ain pour l'élection des députés. Avec l'ajout d'une nouvelle circonscription, Boz intègre la première circonscription de l'Ain cette année-là.
En mars 2015, à l'occasion des élections départementales, le décret du 13 février 2014 portant sur le redécoupage cantonal des cantons de l'Ain entre en vigueur. Ainsi, la commune ainsi que toutes celles du canton dont elle était le chef-lieu sont intégrées au nouveau canton de Replonges.
Du point de vue judiciaire, la commune relève du tribunal d'instance, du tribunal de grande instance, du tribunal pour enfants, du conseil de prud'hommes, du tribunal de commerce et du tribunal paritaire des baux ruraux de Bourg-en-Bresse. De plus, elle relève aussi de la cour d'assises de l'Ain, elle-même située à Bourg. Enfin, Boz dépend de la cour d'appel, du tribunal administratif et de la cour administrative d'appel de Lyon.

### Administration municipale
Lors des conseils municipaux, le maire est entouré de quatorze conseillers municipaux.

### Liste des maires
| Période | Période  | Identité                  | Étiquette | Qualité       |
| ------- | -------- | ------------------------- | --------- | ------------- |
| 1995    | 2008     | Annie Vanzo               |           |               |
| 2008    | 2020     | Monique Joubert-Laurencin | SE        | Fonctionnaire |
| 2020    | En cours | Alain Giraud              |           |               |

### Intercommunalités
Boz faisait partie de la communauté de communes du canton de Pont-de-Vaux jusqu'au 31 décembre 2016 qui avait été fondée le 20 décembre 1994. Depuis le 1er janvier 2017, la commune est intégrée à la nouvelle communauté de communes du pays de Bâgé et de Pont-de-Vaux. Cette intercommunalité regroupe les communes de l'ancienne intercommunalité à celles du pays de Bâgé. La structure devient communauté de communes Bresse et Saône le 13 décembre de la même année.
Toutefois, ce n'est pas la seule structure intercommunale dont fait partie la localité bressane. On peut mentionner le syndicat mixte Bresse Val de Saône créé en 1995 et regroupant 40 communes,. Son but est de négocier les procédures que proposent l'Union européenne, l'État ou la région Auvergne-Rhône-Alpes qui pourraient développer un territoire plus vaste que la simple communauté de communes.
Enfin, comme la totalité des communes du département de l'Ain, le village appartient au syndicat intercommunal d'énergie et de e-communication de l'Ain, organisation fondée le 11 mars 1950. Le syndicat est compétent dans la gestion des réseaux d'électrification, de gaz, de l'éclairage public, de la communication électronique. En plus de ces compétences, la structure accompagne les communes pour qu'elles puissent maîtriser leur consommation d'énergie, gère un système d'information géographique et a mis en place dans le département, par l'intermédiaire de sa régie Réso-Liain, un réseau de fibre optique pour avoir accès à Internet à très haut débit.

### Jumelages
| \| Localisation des villes jumelées avec Boz. Dornhan Boz \| Localisation des communes jumelées. |
| Dornhan Boz                                                                                      |

La communauté de communes du canton de Pont-de-Vaux dont la commune faisait partie jusqu'en 2017, année de dissolution de l'intercommunalité, était jumelée avec Dornhan depuis 1994. Cette commune, composée de sept villages est localisée dans le Bade-Wurtemberg à l'est de la Forêt-Noire en Allemagne. L'idée de ce jumelage est née à la suite des échanges scolaires entre le collège Antoine Chintreuil de Pont-de-Vaux et la Realschule de Dornhan.

## Population et société

### Démographie
L'évolution du nombre d'habitants est connue à travers les recensements de la population effectués dans la commune depuis 1793. Pour les communes de moins de 10 000 habitants, une enquête de recensement portant sur toute la population est réalisée tous les cinq ans, les populations de référence des années intermédiaires étant quant à elles estimées par interpolation ou extrapolation. Pour la commune, le premier recensement exhaustif entrant dans le cadre du nouveau dispositif a été réalisé en 2005.
En 2022, la commune comptait 509 habitants, en évolution de −1,17 % par rapport à 2016 (Ain : +5,15 %, France hors Mayotte : +2,11 %).
| 1793 | 1800 | 1806 | 1821 | 1831 | 1836 | 1841 | 1846 | 1851 |
| ---- | ---- | ---- | ---- | ---- | ---- | ---- | ---- | ---- |
| 880  | 889  | 788  | 856  | 866  | 863  | 844  | 852  | 845  |

| 1856 | 1861 | 1866 | 1872 | 1876 | 1881 | 1886 | 1891 | 1896 |
| ---- | ---- | ---- | ---- | ---- | ---- | ---- | ---- | ---- |
| 844  | 799  | 762  | 753  | 724  | 704  | 714  | 689  | 660  |

| 1901 | 1906 | 1911 | 1921 | 1926 | 1931 | 1936 | 1946 | 1954 |
| ---- | ---- | ---- | ---- | ---- | ---- | ---- | ---- | ---- |
| 638  | 625  | 601  | 542  | 479  | 464  | 454  | 416  | 372  |

| 1962 | 1968 | 1975 | 1982 | 1990 | 1999 | 2005 | 2006 | 2010 |
| ---- | ---- | ---- | ---- | ---- | ---- | ---- | ---- | ---- |
| 332  | 335  | 348  | 323  | 352  | 359  | 464  | 481  | 496  |

| 2015 | 2020 | 2022 | - | - | - | - | - | - |
| ---- | ---- | ---- | - | - | - | - | - | - |
| 516  | 514  | 509  | - | - | - | - | - | - |

### Enseignement

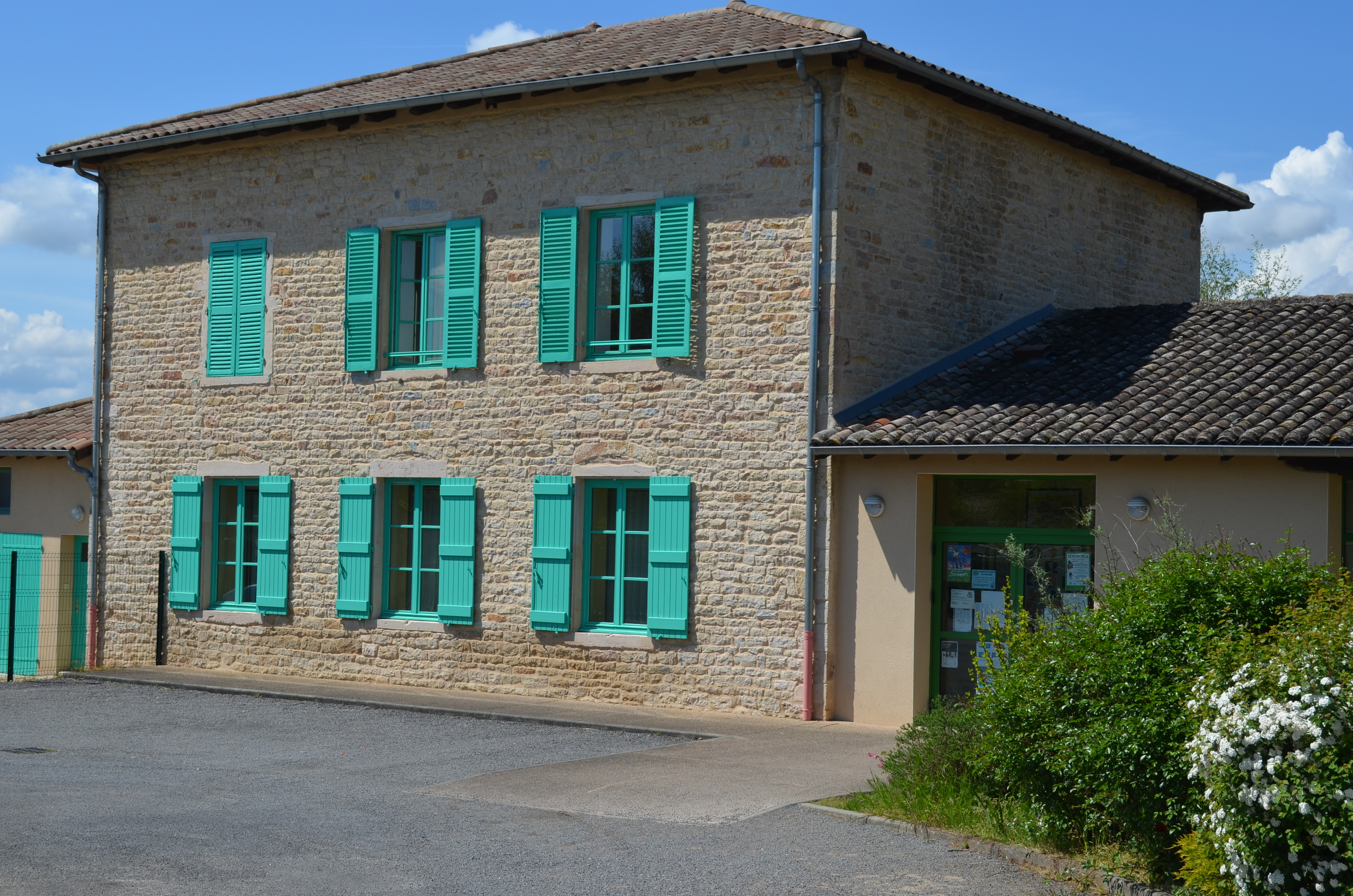
École communale.

La seule école est une école publique qui appartient à un RPI qui regroupe aussi les écoles d'Ozan et de Reyssouze.
L'école de Reyssouze accueille les élèves du niveau maternelle séparés en trois classes. Ensuite, les jeunes des trois communes commencent leur scolarité primaire jusqu'au niveau CE2 à Ozan où il y a trois classes. Enfin, l'école de Boz donne un enseignement aux élèves du niveau CM1 et CM2 qui sont répartis dans deux classes.
La poursuite des études dans l'enseignement secondaire se fait au collège Antoine-Chintreuil à Pont-de-Vaux puis sont redirigés vers les lycées de Mâcon.
Toutefois, pour les familles voulant donner un accès à une école privée, l'école Saint-Joseph composée de quatre classes reçoit des élèves des environs à Manziat. Ces derniers peuvent continuer leur scolarité à Feillens au collège Saint-Charles.

### Médias
Le Progrès est un journal régional diffusant dans les départements de l'Ain, du Jura, du Rhône, de la Loire et de la Haute-Loire. Chaque vendredi est publié le journal local hebdomadaire Voix de l'Ain.
Dans le domaine télévisuel, la chaîne France 3 émet un décrochage local dans la commune par le biais de France 3 Rhône Alpes. Enfin, Radio Scoop est une radio musicale d'Auvergne-Rhône-Alpes qui possède une station à Bourg-en-Bresse diffusant dans l'Ain.

### Numérique
Depuis 2014, la commune dispose du très haut débit avec la fibre optique grâce au réseau public de fibre optique LIAin régi par le syndicat intercommunal d'énergie et de e-communication de l'Ain.

## Économie
Une zone d’activités ACTIPARC, installée en partenariat avec la communauté de communes du canton de Pont-de-Vaux, accueille des entreprises artisanales ou industrielles avec notamment une usine du groupe Atlantic, le siège de l'entreprise LCB Food Safety (Groupe Kersia) et d'autres entreprises et artisans.

## Culture et patrimoine

### Lieux et monuments
- Le Port Celet est un hameau en bord de Saône, il est référencé sous le nom de Port Cellet sur le cadastre de 1813[40].
- Les prairies inondables du val de Saône sont classées zone protégée depuis 1994[41].

- La lande tourbeuse des Oignons, située à l'est de la commune, est un site naturel protégé classé ZNIEFF de type I[42]. Elle s'est formée à la fin du quaternaire, après la fonde des glaciers. La matière organique qui n'a pas pu se décomposer, s'est accumulée dans une dépression sur un substrat acide.
- L'église Saint-Sébastien subit une destruction de son clocher durant la Révolution française qui sera reconstruit en 1818. La nef est agrandie en 1834 et l'édifice a la particularité d'avoir une horloge excentrée sur le clocher.

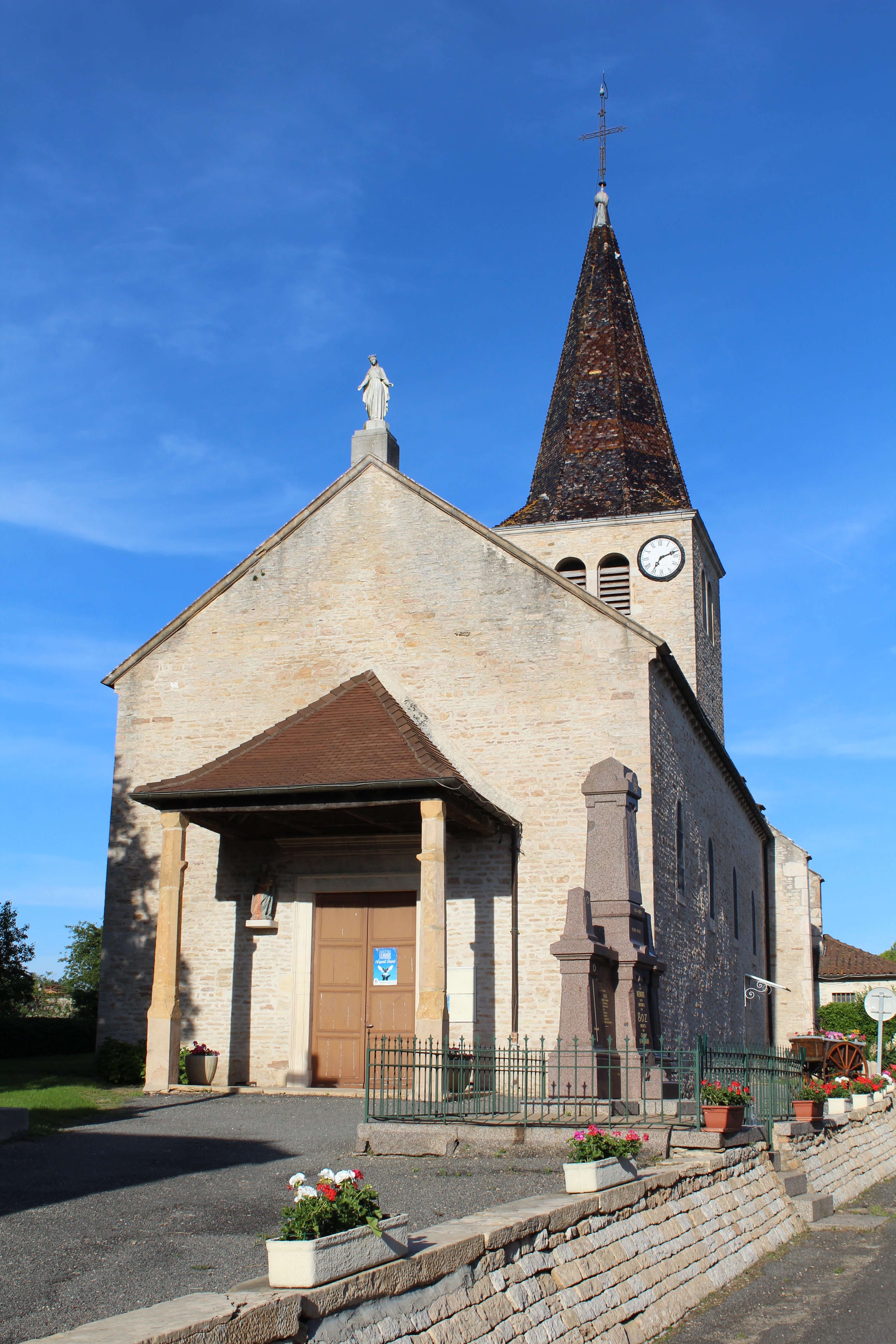
L'église Saint-Sébastien.
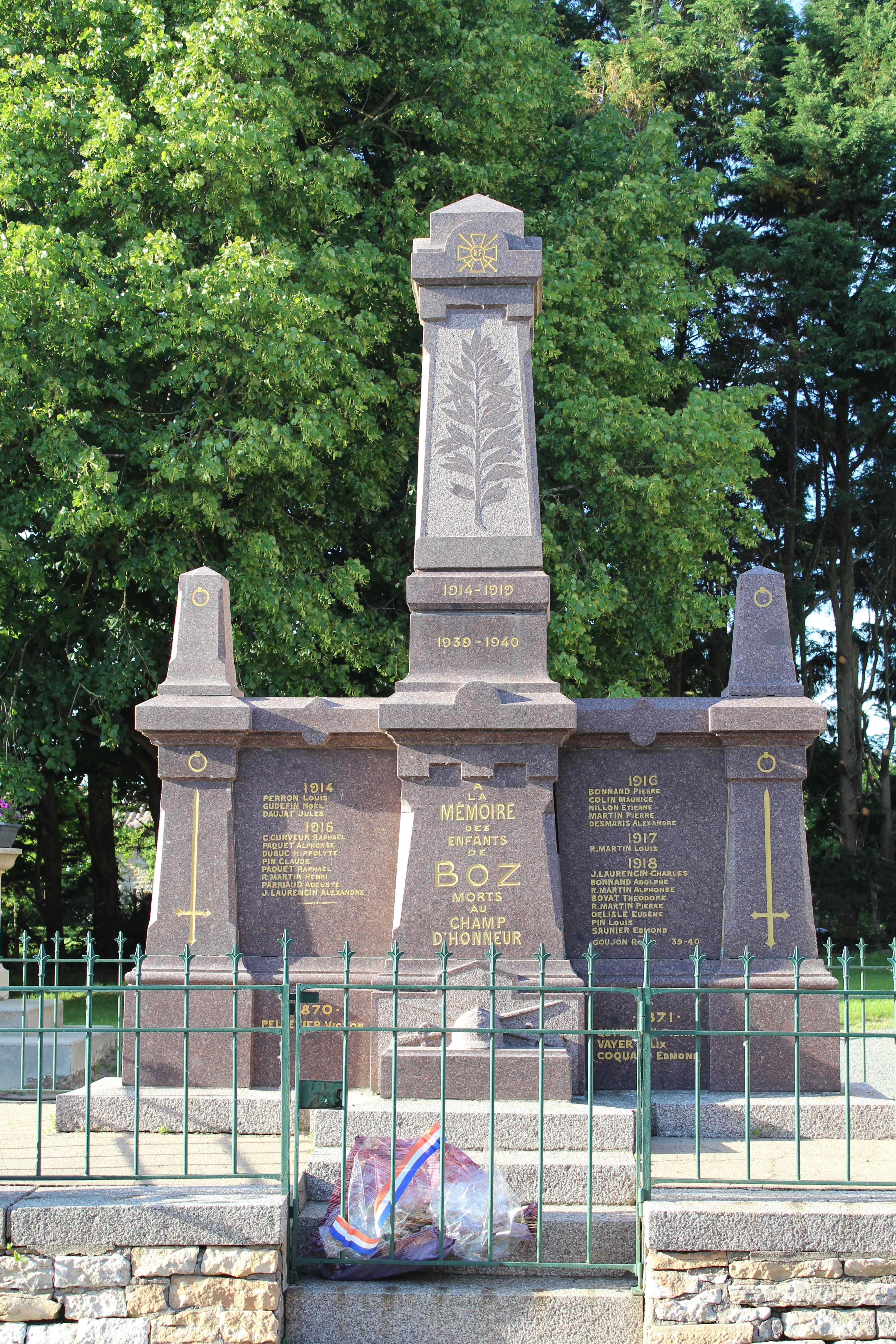
Monument aux morts.
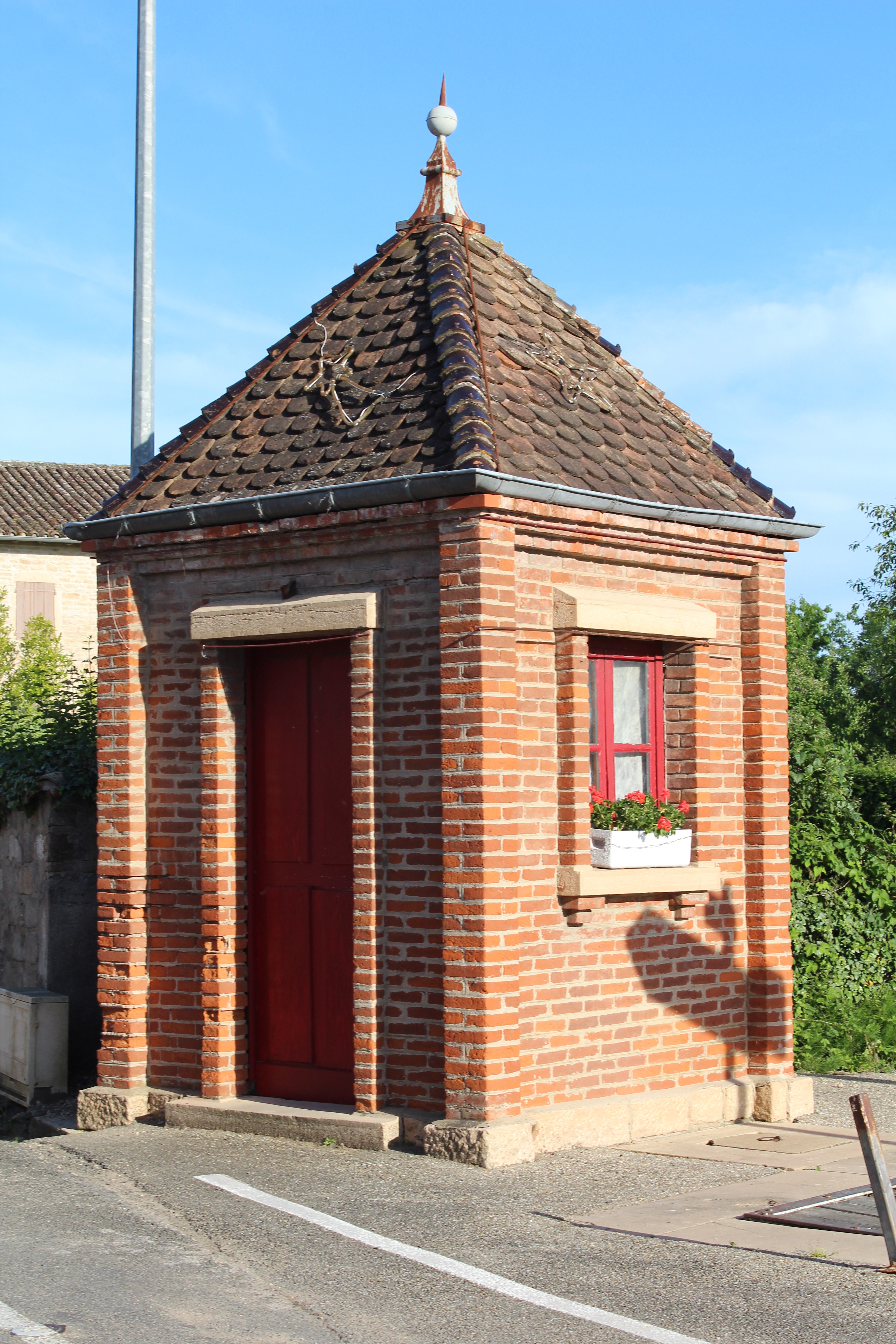
Ancien poids public.

### Gastronomie
Les spécialités culinaires sont celles de la région bressane, c'est-à-dire la volaille de Bresse, les gaudes, la galette bressane, les gaufres bressanes, la fondue bressane.
La commune se situe dans l'aire géographique l'AOC Volailles de Bresse. Elle a aussi l'autorisation de produire le vin IGP Coteaux de l'Ain sous les trois couleurs, rouge, blanc et rosé.